# Vytautas Stalmokas
Vytautas Stalmokas (ur. 6 marca 1958 w Gorżdach) – litewski przedsiębiorca i samorządowiec, w latach 2008–2011 burmistrz Połągi. 

## Życiorys
W 1977 ukończył studia na Politechnice Kłajpedzkiej ze specjalnością elektrotechnika. W latach 1981–1987 kontynuował studia w Kowieńskim Instytucie Politechnicznym. Od 1977 do 1980 odbywał służbę w marynarce wojennej Związku Sowieckiego. Od 1983 mieszka w Połądze. W 1984 uzyskał zatrudnienie w sieci domów wczasowych "Linas". W 1991 założył z bratem prywatną firmę turystyczną, następnie zaś  otworzył centrum handlowe oraz piekarnię. 
Działa w Związku Liberałów i Centrum. Z jego ramienia został 1 czerwca 2008 wybrany burmistrzem Połągi. Wcześniej przez cztery kadencje zasiadał w Radzie Miejskiej. Bez powodzenia ubiegał się o mandat poselski w wyborach 2008. 
Żonaty, ma dwóch synów. Jest członkiem Klubu Rotariańskiego w Połądze.